# Hovtashat
Hovtashat (en armenio: Հովտաշատ) es una comunidad rural de Armenia ubicada en la provincia de Ararat.
En 2008 tenía 3537 habitantes. Hasta 1978, la localidad era conocida como "Mehmandar".
Se halla en una zona semidesértica y su economía se basa en la agricultura, basada en sistemas de regadío. A veces hay problemas derivados del viento seco y cálido "sujovey", que ocasionalmente provoca daños significativos a la agricultura local.
Se ubica en la esquina noroccidental de la provincia y limita con la vecina provincia de Armavir.